# Мало-Тесьминское водохранилище
Мало-Тесьминское водохранилище (также Малотесьминское водохранилище) — водохранилище на реке Малая Тесьма, в Златоустовском городском округе Челябинской области России.

## Общая характеристика
Водоём располагается в понижении между хребтом Малый Таганай на севере и горой Сорочья на юге, на северо-восточной окраине Златоуста, недалеко от устья реки. Берега покрыты сосновым лесом. Водохранилище руслового типа, сезонного регулирования. Является резервным источником водоснабжения города, наряду с Айским и Больше-Тесьминским водохранилищами.

## Морфометрия
Нормальный подпорный уровень (НПУ) 451,5 м над уровнем моря, уровень мёртвого объёма (УМО) 444,4 м. Полный объём воды 1,145 млн. м³, полезный — 1,015 млн. м³. Площадь зеркала при НПУ 0,21 км², полезная водоотдача 3,3 млн м³ в год. Производственная мощность водозабора составляет 8,64 тыс. м³/сут, фактический расход воды 7,96 тыс. м³/сут. Построено в 1956—1965 гг, с 2008 г. гидроузел находится в стадии реконструкции. Проект реконструкции предусматривает поднятие НПУ водохранилища на 5 метров и увеличение его полезной водоотдачи до 5,0 млн м³ в год для бесперебойного обеспечения водой трёх районов города с общим населением 20 тысяч человек.

## Данные водного реестра
По данным государственного водного реестра России Мало-Тесьминское водохранилище относится к Камскому бассейновому округу, бассейну реки Кама, речной подбассейн — река Белая, водохозяйственный участок — река Ай. Код объекта в государственном водном реестре — 10010201021499000000020. Имеет также второй код — 10010201021499000000070, с названием Малотесьминское водохранилище.